# Ariana Kukors
Ariana Kukors (* 1. Juni 1989 in Federal Way, Washington) ist eine US-amerikanische Schwimmerin und Weltrekordinhaberin über 200 Meter Lagen auf der Langstrecke.
Bei den Pan Pacific Swimming Championships 2006 in Kanada holte Ariana Kukors über 400 Meter Lagen eine Silbermedaille. 2007 kam sie bei den Schwimmweltmeisterschaften in Melbourne über 400 Meter Lagen auf Platz 5. Bei den Olympiatrials in den USA 2008 erreichte sie mit 02:28,55 Minuten über 200 Meter Brust Platz 6.
Bei den Schwimmweltmeisterschaften 2009 in Rom stellte sie im Halbfinale einen Weltrekord über 200 Meter Lagen auf der 50-Meter-Bahn auf. Mit 2:07,03 Minuten übertraf sie am 26. Juli 2009 die bisherige Bestmarke der Australierin Stephanie Rice aus dem Jahr 2008 um 1,42 Sekunden. Am 27. Juli 2009 unterbot sie ihren eigenen Rekord mit 2:06:15 Minuten und erreichte Platz 1. In Rom kam sie mit der US-amerikanischen 4-mal-200-Meter-Freistilstaffel auf Platz 2.

## Rekorde
| Weltrekorde (1)         | Weltrekorde (1) | Weltrekorde (1) | Weltrekorde (1) |
| ----------------------- | --------------- | --------------- | --------------- |
| 200 m Lagen             | 02:06,15 min    | 27. Juli 2009   | Rom             |
| (Stand: 7. August 2010) |                 |                 |                 |